# Raven B. Varona
Raven B. Varona (nascida em 1990), também conhecida como Ravie B., é uma fotógrafa americana. Ela é mais conhecida por servir como fotógrafa oficial para a turnê On the Run II Tour 2018 de Beyoncé e Jay-Z, pela qual foi indicada ao prémio iHeartRadio.

## Vida e carreira
Varona nasceu e foi criada no Bronx. Ela é negra e descendente de italianos. Varona recebeu o seu diploma de bacharel pela Universidade de Nova York.
Ela teve aulas de fotografia no colégio e continuou a fotografar como hobby durante a faculdade.
Depois da faculdade, Varona começou a trabalhar em tempo integral como recepcionista numa imobiliária, enquanto trabalhava como fotógrafa. Em 2015, ela largou o emprego para seguir uma carreira a tempo inteiro na fotografia. Mais tarde naquele ano, ela conheceu Future através de uma conexão profissional e foi contratada para ser a sua fotógrafa de estilo de vida. Ela fotografou a turnê do Purple Reign. Desde então, Varona fotografou rappers como Kanye West, Drake, Rick Ross, Cardi B e Migos. Ela também trabalhou com Bombay Sapphire.
Em 2019, Varona ganhou maior destaque quando se tornou uma fotógrafa oficial da turnê On the Run II de Beyoncé e Jay-Z. Depois de enviar um tweet para Jay-Z pedindo para fotografá-lo, um dos produtores de Jay-Z a contatou, o que a levou a ser contratada para o OTRII.